# 萱村俊哉
萱村 俊哉（かやむら としや、1961年 - ）は、日本の心理学者。武庫川女子大学文学部心理・社会福祉学科教授。臨床発達心理士。発達神経心理学、健康心理学を専門とする。

## 略歴
大阪府生まれ。1990年に大阪市立大学大学院生活科学研究科後期博士課程修了。「神経学的微細徴候の発達に関する研究」で学術博士を取得。1991年に武庫川女子大学講師、1995年に助教授、2007年に教授となり、現在に至る。
2004年より神戸市教育委員会こうべ学びの支援センター専門相談員。2010年より和歌山県立医科大学衛生学教室博士研究員。

## 著書

### 単著
- 『発達の神経心理学的評価 学習障害・MBDの診断のために』（多賀出版、1997年）
- 『教室における「気になる子どもたち」の理解と支援のために 特別支援教育における発達神経心理学的アプローチ』（ナカニシヤ出版、2012年）

### 編著
- 『発達健康心理学』（ナカニシヤ出版、2002年）